# Marjorie Hasler
Pour les articles homonymes, voir Hasler (homonymie).
 (juillet 2018).
Marjorie Hasler, née vers 1887 et morte le 31 mars 1913, est une suffragette irlandaise, connue comme « la première martyre irlandaise pour la cause [des suffragettes],, ».

## Biographie
Marjorie Hasler est née vers 1887 en Irlande ; rien d'autre n'est connu sur le début de sa vie ou sur sa famille. Elle rejoint la  Irish Women's Franchise League (IWFL) en juillet 1910. Le 18 novembre 1910, elle est l'une des représentantes irlandaises qui se rendent à Londres pour soutenir Emmeline Pankhurst et sa pétition à H. H. Asquith, le Premier ministre britannique. Lors des violences de cette journée, connue sous le nom de Vendredi noir, Hasler est blessée  à la tête lorsqu'elle est frappée contre un mur. Elle souffre de maux de tête intermittents, ainsi que de dommages à la colonne vertébrale. Cela ne la dissuade pas de poursuivre son action militante. Elle retourne à Londres l'année suivante, et y est emprisonnée pendant 14 jours, pour avoir brisé les fenêtres du gouvernement,.
En juin 1912, Hasler est emprisonnée avec Hanna Sheehy-Skeffington et six autres femmes à la prison de Mountjoy, pour sa avoir brisé les fenêtres de la poste centrale de Dublin. Ces huit femmes sont les premières suffragettes à être condamnées et emprisonnées en Irlande pour une action militante. Elle est condamnée à une amende de 10 £ et à une peine de six mois de prison, la plus longue sentence des huit suffragettes condamnées. Hasler compare les suffragettes aux Land Leaguers dans un article pour  The Irish Citizen du 22 juin 1912 : « Nous n'aimons pas briser des fenêtres, pas plus que les hommes n'aiment briser des crânes, mais dans les deux cas, il y a, je crois, un fort sentiment que quelque chose doit être cassé afin qu'un mal puisse être redressé. » Elle est libérée le 10 novembre 1912, après quatre mois de détention, grâce à une pétition signée par dix des jurés qui l'ont condamnée. Hanna Sheehy-Skeffington indique que Hasler a refusé de laisser le IWFL faire une pétition en son nom,.
À sa sortie de prison, sa santé s'était détériorée, malgré le témoignage de Sheehy-Skeffington sur les cascades athlétiques de Hasler en prison. Elle meurt subitement le 31 mars 1913 après avoir contracté la rougeole. Sa mort a été décrite comme une insuffisance cardiaque. Ses collègues suffragettes et The Irish Citizen affirment que c'est son emprisonnement et la brutalité de la police qui ont endommagé sa santé l'année précédant sa mort. 
Hanna Sheehy-Skeffington l'a décrite comme « particulièrement belle, son visage clair comme un camée, avec des yeux bruns brillants, encadré dans de courtes boucles brunes. »,.